# Andrijaschiwka (Romny)
Andrijaschiwka (ukrainisch Андріяшівка; russisch Андрияшевка Andrijaschewka) ist ein Dorf im Südwesten der ukrainischen Oblast Sumy mit etwa 1300 Einwohnern (2024).

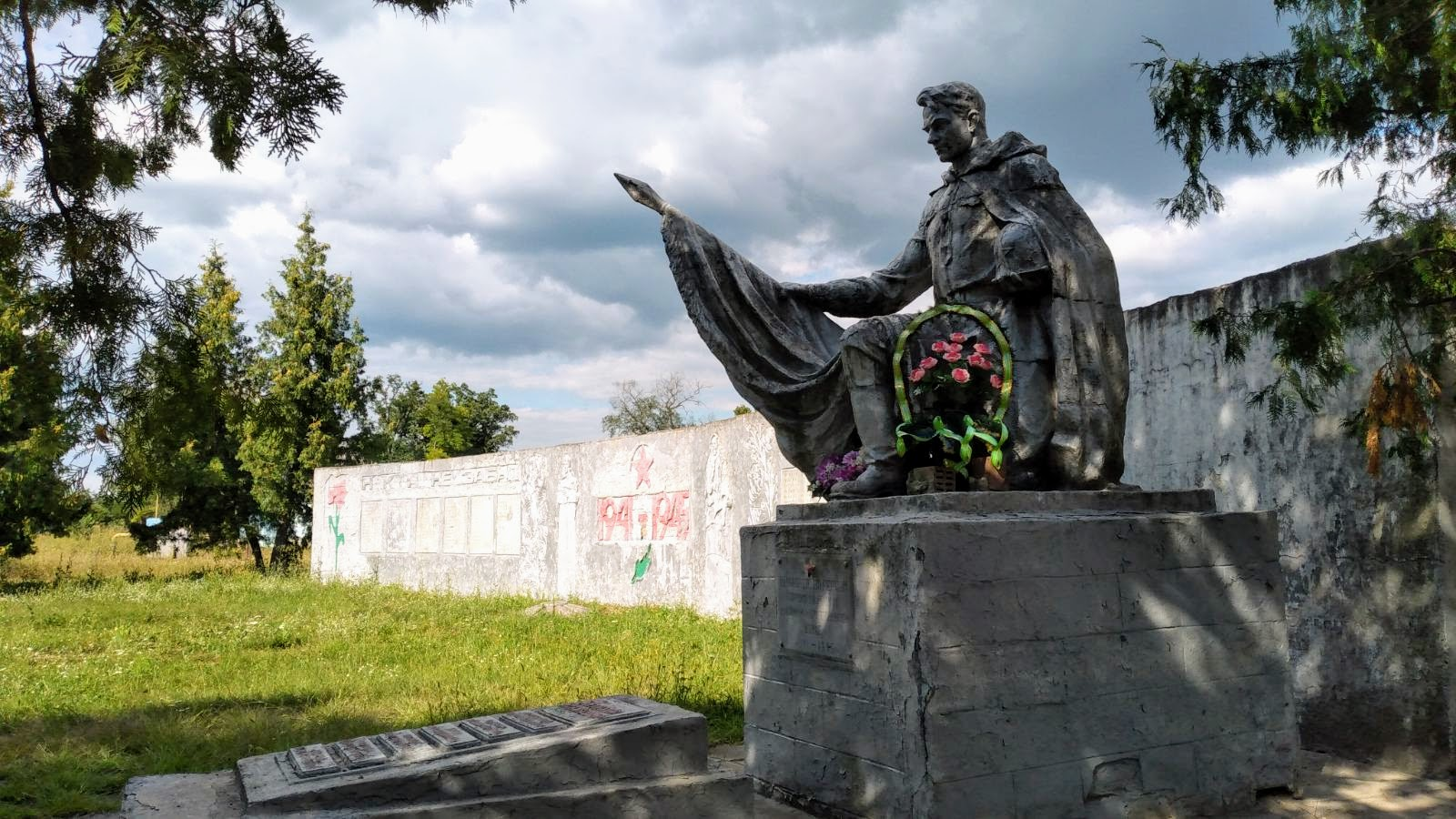
Denkmal im Ort

Die 1666 erstmals erwähnte Ortschaft verfügt über eine Bahnstation und liegt im Rajon Romny am linken Ufer der Sula, einem Nebenfluss des Dnepr. Durch das Dorf verläuft die Regionalstraße P–60. Das Rajonzentrum Romny liegt 28 km nördlich und das Oblastzentrum Sumy 123 km nordöstlich vom Dorf.

## Verwaltungsgliederung
Am 22. Dezember 2017 wurde das Dorf zum Zentrum der neugegründeten Landgemeinde Andrijaschiwka (Андріяшівська сільська громада/Andrijaschiwska silska hromada). Zu dieser zählten auch die 12 Dörfer Andrijiwka, Bratske, Burbyne, Cholodnyk, Hubske, Hudymy, Luzenkowe, Melnyky, Nowyzke, Perekopiwka Tschyste und Wassyliwka, bis dahin bildete es zusammen mit dem Dörfern Hudymy, Luzenkowe, Melnyky und Nowyzke die gleichnamige Landratsgemeinde Andrijaschiwka (Андріяшівська сільська рада/Andrijaschiwska silska rada) im Süden des Rajons Romny. Bereits 1988 wurde bis dahin zur Gemeinde gehörende Dorf Krynytschky (Кринички) aufgegeben.
Am 12. Juni 2020 kamen noch 21 weitere in der untenstehenden Tabelle aufgelistete Dörfer zum Gemeindegebiet.
Folgende Orte sind neben dem Hauptort Andrijaschiwka Teil der Gemeinde:
| Name                     | Name       | Name                  |
| ukrainisch transkribiert | ukrainisch | russisch              |
| ------------------------ | ---------- | --------------------- |
| Hudymy                   | Гудими     | Гудымы (Gudymy)       |
| Luzenkowe                | Луценкове  | Луценково (Luzenkowo) |
| Melnyky                  | Мельники   | Мельники (Melniki)    |
| Nowyzke                  | Новицьке   | Новицкое (Nowizkoje)  |